# Кова (река, впадает в Шлино)
Кова — река в России, протекает в Фировском районе Тверской области. Впадает в озеро Шлино. Длина реки составляет 18 км.
У истока на берегу реки стоит деревня Раево Фировского сельского поселения. Ближе к устью у реки расположились деревни Рождественского сельского поселения Горка и Кузнецово.

## Данные водного реестра
По данным государственного водного реестра России относится к Балтийскому бассейновому округу, водохозяйственный участок реки — Шлина, речной подбассейн реки — Волхов. Относится к речному бассейну реки Нева (включая бассейны рек Онежского и Ладожского озера).
По данным геоинформационной системы водохозяйственного районирования территории РФ, подготовленной Федеральным агентством водных ресурсов:
- Код водного объекта в государственном водном реестре — 01040200112102000019938
- Код по гидрологической изученности (ГИ) — 102001993
- Код бассейна — 01.04.02.001
- Номер тома по ГИ — 2
- Выпуск по ГИ — 0